# Hoplopleura reithrodontomyis
Hoplopleura reithrodontomyis är en insektsart som beskrevs av Ferris 1951. Hoplopleura reithrodontomyis ingår i släktet Hoplopleura och familjen gnagarlöss. Inga underarter finns listade i Catalogue of Life.